# Skvaltkvarnarna i Ulvatorpsbäcken

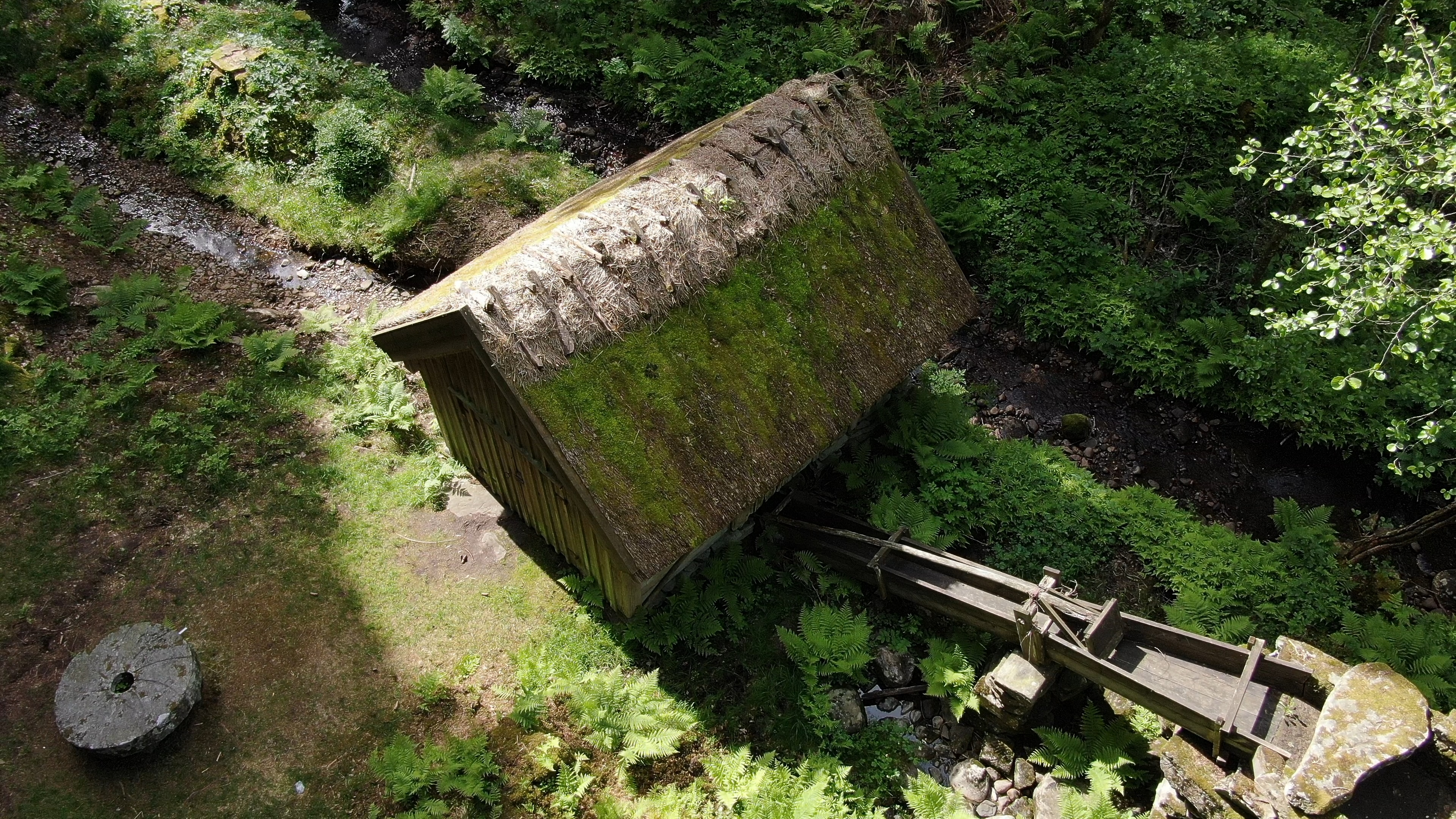

Skvaltkvarnarna i Ulvatorpsbäcken, eller Kvarndalen, är ett kvarnområde  vid Ulvatorpsbäcken i Ulvatorp i Sällstorps socken i Varbergs kommun,
I äldre tid fanns ett antal skvaltkvarnar på Ulvatorps kvarnområde, varav åtta är bevarade. 
Ulvatorpsbäcken har på en några kilometer lång sträcka mellan en höglänt mosse och jordbruksslätten en fallhöjd på knappt 60 meter. Det finns belägg för skvaltkvarnar vid bäcken sedan 1697. Antalet var som högst under 1800-talet, med uppemot 15 kvarnar samtidigt. Varje kvarn har varit en husbehovskvarn och ägts av en gård eller två gårdar tillsammans i någon av byarna Råryd, Ulvatorp, Svenstorp och Lunkebur. Vattenföringen reglerades med två dämmen.
En av kvarnarna, nummer 11 i ordning uppifrån från åns källa i mossen, ägs av Veddige-Ås-Sälltorps hembygdsförening, som också har nyttjanderätt av kvarn nummer 12.

## Kvarvarande kvarnar

### Kvarn nummer 2, Ulvatorp 2
Kvarnen är uppförd i skiftesverk, förutom några väggar samt gavelröstena som är byggda av stående plank efter en ombyggnad 1892. Det har ett tegeltak.
Kvarnen restaurerades bland annat 1991 med en ny kvarnränna i trä, och 2001 med byte av grundstocken och dörreparation. Maskineriet är i bra skick.

### Kvarn nummer 5, Svenstorp 2
Kvarnen är uppförd mestadels i skiftesverk, utom väggen mot rännan, som har panel.
Den restaurerades bland annat 1991 med ny träränna, omläggning av råghalmtaket (senare omlagt med vass) och reparation av lätteverket. Byggnaden är i bra skick, men skovelhjulet är defekt.

### Kvarn nummer 6, Svenstorp 2 och Svenstorp 3
Kvarnen är i någorlunda bra skick. Lätteverket är defekt, medan kvarnens skovelhjul från 1900-tal är i god kondition och vattenrännan intakt.

### Kvarn nummer 9, Ulvatorp 4
Kvarnen är byggd helt i skiftesverk med ett enkupigt tegeltak. År 2001 tillkom ett nytt skovelhjul och lätteverk. Kvarnmaskineriet är helt intakt, inklusive skovelhjul.

### Kvarn nummer 11, Veddige-Ås-Sälltorps hembygdsförening
Kvarnen flyttades 2001 till ett tidigare kvarnläge från den närliggande Fullsbäcken av hembygdsföreningen. Kvarnen hade ursprungligen, till 1951, stått på kvarnläge 14 vid Ulvatorpsbäcken.
Byggnaden är i bra skick och har en ny träränna från 2001, då också vattenhjulet fick nya skovlar, och kvarnen går att använda.

### Kvarn nummer 12, Vallby 2, Vallby 3 och Vallby 4
Byggnaden är uppförd i skiftesverk, delvis panelad med stående, omålad lockpanel och försedd med vass- och halm. Maskineriet är intakt och kan användas.

### Kvarn nummer 13, Stora Råred 1
Kvarn nr. 13 ligger i en sänka några hundra meter nedströms kvarn
nr. 12, där bäcken rinner ut på den öppna jordbruksmarken.
Kvarnbyggnaden är placerad på en kallmurad grund ovan en grävd
fåra som löper intill bäckens huvudfåra. Kvarnen är uppförd i
skiftesverk med vasstak och ryggning av halm. Taket är omlagt i sin
helhet 2001 och 2015, ryggningen har bytts ytterligare en gång
däremellan, 2007. När taket lades om 2001 satte man även in ett
nytt vattenhjul, ny träränna och bytte en syllstock. Utöver detta
grävdes bäcken ur. 2008 lades ett nytt plankgolv och en ny dörr
sattes in. Skovelhjulets utformning är mycket hjulet det hos kvarn
nr. 9, nr. 11 och även nr. 12, vilket i åtminstone de två första fallen
inte är förvånande med tanke att hjulen vid nr. 9 och nr. 11 byttes
ut eller restaurerades samtidigt som hjulet vid nr. 13. Till kvarnen
hör en ränna i trä med kallmurade fundament och ett dämme,
beläget ett hundratal meter uppströms. Dämmet fungerar även
som bro över bäcken. Till skillnad från övriga kvarnar har nr. 13 inte
någon intagskanal, istället fungerar sänkans brant som vall för
vattnet. På sidan som vetter mot bäcken och vid kvarnen har en
rundad jordvall byggts för att hålla vattnet inne. I en av
kvarnbyggnadens väggar finns årtalet 1789 inhugget. Kvarnen är i
bra skick, på delar av fasaden och i trärännan växer dock en del
mossa.

### Kullakvarnen, kvarn nummer 15, Lilla Råded 1 och Ulvatorp 1
Den nuvarande kvarnbyggnaden har ursprungligen legat längre upp i bäcken (kvarnläge nummer 7), och flyttades till nuvarande plats 1854. Den är uppförd i skiftesverk och har ett tak med enkupigt från det 1989 nedlagda AB Fajans tegelbruk i Falkenberg från 1991. Byggnaden är inte i gott skick (2016).